# コンラッド不連続面
コンラッド不連続面（コンラッドふれんぞくめん、英: Conrad discontinuity）とは、大陸地殻中に存在する地震波速度が不連続に増大するほぼ水平な面を指す。コンラッド不連続面は、大陸地殻上部と下部の地球物理学的な境界である。

## 概要
この不連続面は大陸地域各地で15 - 20 kmの深さで観測されるが、海洋地域では観測されない。また、モホロビチッチ不連続面と比べると明瞭でないし、観察されない大陸地域も存在する。
20世紀中ごろまでは、大陸地殻の上部は花崗岩に代表される珪長質岩で（SiAl、シアル）、下部は玄武岩に代表される苦鉄質岩（SiMa、シマ）で構成されると推定されていた。そのため、当時の地震学者はコンラッド不連続面は化学的に異なるSiAl、SiMa両層の明瞭な境界面と考えた。
しかし、1960年代ころから、この考えに対する強い疑いが地質学者の中におこり始めた。コンラッド不連続面の厳密な地質学的意義は、現在においても明瞭には解明されていない。大陸地殻の構成岩石は玄武岩質ではなく安山岩質（閃緑岩）からデイサイト（花崗閃緑岩）であり、花崗岩質の地殻上部との間には明瞭な境界は存在しない。大陸地殻は水平方向の不均一性が大きいために、コンラッド面は連続性が乏しい。コンラッド不連続面のひとつの候補は、大陸地殻中に点在する部分融解層である。過去に部分融解した大陸地殻中部が隆起、削剥によって現在地上に露出すると、ミグマタイトとして観察される。このような例は古い大陸地殻地域ではごく普通に見られる。